# Старый Кеновай
Старый Кеновай — деревня в Красногорском районе Удмуртской республики.

## География
Находится в северо-западной части Удмуртии на расстоянии приблизительно 6 км на северо-запад по прямой от районного центра села Красногорское.

## История
Известна с 1873 года как починок Кеновайской (Кеновай, Тарокановской) с 8 дворами, в 1905 году (уже деревня Кеновайская или Кеновай) 28 дворов, в 1924 (Кеновай или Тараново) 40 дворов. До 2021 года входила в состав Васильевского сельского поселения.

## Население
Постоянное население составляло 129 человек (1873), 270 (1905), 241 (1924, удмурты), 66 человек в 2002 году (удмурты 94 %), 18 в 2012.